# Ligue républicaine (Argentine)
La Ligue républicaine (en espagnol Liga Republicana) était un mouvement argentin d’inspiration fasciste fondé en 1929 par Roberto Laferrère, Rodolfo Irazusta, les frères Carlos et Federico Ibarguren. Le parti était fortement moulé, quant à son idéologie et ses structures de fonctionnement, sur l’Action française maurassienne, dont les idées avaient été propagées en Argentine par des polémistes tels que Juan Carulla.
La Liga avait ses racines dans un mouvement de jeunesse mis sur pied vers 1927 par Rodolfo Irazusta et Laferrere, et destiné à saper le gouvernement argentin. La Liga est ouvertement inspirée de la Ligue d'Action française. Ce qui servait de ciment au groupe était au premier chef la haine de ses membres à l’égard du dirigeant radical Hipólito Yrigoyen, encore qu’un nombre significatif de membres au sein de la Liga se regroupaient autour de l’idéologie fasciste de Benito Mussolini ainsi que des idées de Miguel Primo de Rivera. Laferrère insistait que la Liga ne devait pas se transformer en parti politique et se querella avec Irazusta à ce propos lorsque ce dernier proposa de présenter une liste électorale en vue du scrutin législatif de 1931. La proposition de Laferrère et de Carulla tendant à ce que la Liga apporte son soutien au Parti socialiste indépendant (PSI) fut adoptée, portant Irazusta à se retirer du mouvement.
Après la création en 1931, dans le sillage du coup d’État de 1930, de la Légion civique argentine, milice paramilitaire fasciste et parti unique entre 1930 et 1932, Laferrère tendit à réduire progressivement son appui à José Félix Uriburu, auteur du putsch, et finit par retirer sa Liga Republicana du nouveau mouvement, alléguant de la nature « lumpen » de ce qui s’apparentait à un mouvement de masse, de même que des liens de celui-ci avec le pouvoir conservateur en place. Suivant l’exemple de Laferrère, d’autres intellectuels nationalistes quittèrent à leur tour la Ligue. Le sort qui fut ensuite réservé à la Liga demeure peu clair.